# Yosuke Kubozuka
Yosuke Kubozuka (Japans: 窪塚 洋介, Kubozuka Yōsuke) (Yokosuka, 7 mei 1979) is een Japanse acteur.

## Carrière
Yosuke Kubozuka werkte in zijn tienerjaren als model voor verschillende magazines en reclamespotjes voor televisie. In 1995 maakte de toen 16-jarige Kubozuka zijn acteerdebuut in de misdaadserie Kindaichi Case Files, gebaseerd op de gelijknamige mangaserie uit de jaren 1990. In 1996 volgde zijn filmdebuut Midori. Enkele jaren later speelde Kubozuka ook mee in de tv-verfilming van de mangaserie Great Teacher Onizuka.
In 2001 werkte hij met Hideaki Takizawa en Kyoko Fukada samen aan de romantische serie Strawberry on the Shortcake. Datzelfde jaar had Kubozuka ook een rol in de boekverfilming Go (2001) van regisseur Isao Yukisada. De film leverde hem in maart 2002 de Japanse Academy Award voor beste acteur en nieuwkomer op.
In 2002 speelde Kubozuka de hoofdrol in Ping Pong van regisseur Fumihiko Sori. De tafeltennisfilm was gebaseerd op de gelijknamige mangaserie uit de jaren 1990 en sleepte in totaal acht Japanse Academy Award-nominaties in de wacht.

## Filmografie
Een selectie van enkele films en televisieseries:
- Midori (1996)
- Go (2001)
- Laundry (2001)
- Ping Pong (2002)
- Ichi (2008)
- Himizu (2011)
- Silence (2016)
- Tokyo Vice (2022)